# Janez Zorec
Janez Zorec, slovenski astrofizik, * 27. oktober 1948, Buenos Aires.

## Življenje in delo
Zorec se je rodil slovenskim staršem, mizarju Francu in Mariji Antoniji Zorec (rojeni Kogovšek) v Buenos Airesu. V rojstnem mestu je obiskoval gimnazijo (maturiral 1967) ter vzporedno slovenski osnovni (8 let) in srednješolski tečaj (5 let). Študiral je astronomijo (1967–71), matematiko (1969–72) in fiziko (1970–74) na univerzi v La Plati. Na univerzi v Parizu je 1977 magistriral iz fizike in 1986 doktoriral z disertacijo Structure et rotation différentielle dans les étoiles B avec et sans émission. Leta 1971 se je kot asistent zaposlil na fakulteti za astronomijo v La Plati, 1972-75 je bil prav tam docent. Deloval je tudi na inštitutu za astronomijo in fiziko v Buenos Airesu. Leta 1982 se je zaposlil na državnem inštitutu za astronomijo v Parizu. V znanstvenoraziskovalnem delu se je posvetil proučevanju aktivnosti zvezd tipa B (to so nepravilne spremenljivke, ki se hitro vrtijo, izgubljajo snov in so obdane z ovojnico. Iz opazovanj določa s spektralno analizo in spektrofotometrijo njihove značilnosti in spremembe. S postavitvijo teoretičnih modelov skuša razložiti, kako pride do opazovanih aktivnosti in kako nastajajo ovojnice teh zvezd).
V mednarodnih revijah je objavil več znanstvenih člankov. Ukvarja se tudi s pedagoškim delom. Poleg predavanj na univerzah v Argentini je predaval tudi na univerzah v Franciji, Peruju in ZDA ter na Mednarodni šoli za nadaljevalni študij v Trstu. Aktivno sodeluje na simpozijih IAU.